# Cantón de La Grand-Croix
El cantón de La Grand-Croix era una división administrativa francesa, que estaba situada en el departamento de Loira y la región de Ródano-Alpes.

## Composición
El cantón estaba formado por diez comunas:
- Cellieu
- Chagnon
- Doizieux
- Farnay
- La Grand-Croix
- La Terrasse-sur-Dorlay
- L'Horme
- Lorette
- Saint-Paul-en-Jarez
- Valfleury

## Supresión del cantón de La Grand-Croix
En aplicación del Decreto n.º 2014-260 de 26 de febrero de 2014, el cantón de La Grand-Croix fue suprimido el 22 de marzo de 2015 y sus 10 comunas pasaron a formar parte; cuatro del nuevo cantón de Rive-de-Gier, tres del nuevo cantón de Sorbiers, dos del nuevo cantón de Le Pilat y una del nuevo cantón de Saint-Chamond.